# Julie Vanloo
Julie Anita Vanloo (Ostenda, 10 febbraio 1993) è una cestista belga.

## Carriera
Con il Belgio ha disputato i Giochi olimpici di Tokyo 2020, i Campionati mondiali del 2018 e tre edizioni dei Campionati europei (2017, 2019, 2021).